# Arthur Wightman
Arthur Strong Wightman (Rochester, 30 de março de 1922 — Princeton, 31 de janeiro de 2013) foi um físico estadunidense.